# Fibröses Hamartom der Kindheit
Als Fibröses Hamartom der Kindheit oder auch Subdermaler fibröser Tumor der Kindheit wird ein seltener gutartiger Weichteiltumor bezeichnet, der 1956 erstmals von dem australischen Pathologen Ralph Douglas Kenneth Reye beschrieben wurde. Der Tumor liegt in unteren Hautschichten oder der Unterhaut (Subkutis) und tritt vor allem im Bereich der Achsel, der Schulter oder des Oberarms auf. Er betrifft vor allem Kleinkinder in den ersten beiden Lebensjahren. Der klinische Verlauf ist in der Regel auch nach unvollständiger Resektion gutartig.